# Campionati mondiali juniores di biathlon 2013
I Campionati mondiali juniores di biathlon 2013 si sono svolti dal 25 gennaio al 1º febbraio a Obertilliach, in Austria. Le gare, maschili e femminili, si articolarono nelle due categorie "Giovani" (fino a 19 anni) e "Juniores" (fino a 21 anni).

## Risultati

### Uomini

#### Categoria "Giovani"

##### Sprint 7,5 km
| Pos. | Atleta                | Nazione     | Tempo   |
| ---- | --------------------- | ----------- | ------- |
| 1    | Fabien Claude         | Francia     | 21:12,4 |
| 2    | Sean Doherty          | Stati Uniti | 21:16,0 |
| 3    | Rene Zahkna           | Estonia     | 21:27,3 |
| 4    | Xavier Guidetti       | Italia      | 21:34,8 |
| 5    | Maksym Ivko           | Ucraina     | 21:43,8 |
| 6    | Aristide Bègue        | Francia     | 21:46,6 |
| 7    | Saverio Zini          | Italia      | 21:47,4 |
| 8    | Federico Di Francesco | Italia      | 21:51,1 |
| 9    | Aslak Nenseter        | Norvegia    | 21:53,0 |
| 10   | Miha Dovžan           | Slovenia    | 21:53,7 |

25 gennaio

##### Inseguimento 10 km
| Pos. | Atleta              | Nazione     | Tempo   |
| ---- | ------------------- | ----------- | ------- |
| 1    | Sean Doherty        | Stati Uniti | 29:31,0 |
| 2    | Rene Zahkna         | Estonia     | 29:59,2 |
| 3    | Fredrik Rørvik      | Norvegia    | 30:03,5 |
| 4    | Aslak Nenseter      | Norvegia    | 30:12,6 |
| 5    | Niklas Homberg      | Germania    | 30:18,8 |
| 6    | Aleksandr Dedjuchin | Russia      | 30:33,2 |
| 7    | Vemund Gurigard     | Norvegia    | 30:39,9 |
| 8    | Aristide Bègue      | Francia     | 30:51,2 |
| 9    | Maximilian Janke    | Germania    | 30:52,6 |
| 10   | Fabien Claude       | Francia     | 30:53,1 |

27 gennaio

##### Individuale 12,5 km
| Pos. | Atleta            | Nazione     | Tempo   |
| ---- | ----------------- | ----------- | ------- |
| 1    | Aristide Bègue    | Francia     | 36:39,2 |
| 2    | Sean Doherty      | Stati Uniti | 36:44,8 |
| 3    | Anton Mihda       | Ucraina     | 37:19,4 |
| 4    | Niklas Homberg    | Germania    | 37:53,4 |
| 5    | Rene Zahkna       | Estonia     | 38:01,2 |
| 6    | Fabian Ulmer      | Austria     | 38:17,0 |
| 7    | Emilien Personnaz | Francia     | 38:30,1 |
| 8    | Vemund Gurigard   | Norvegia    | 38:35,0 |
| 9    | Marius Ungureanu  | Romania     | 38:39,3 |
| 10   | Jules Cuenot      | Svizzera    | 38:51,1 |

29 gennaio

##### Staffetta 3x7,5 km
| Pos. | Nazione     | Atleti                                                  | Tempo     |
| ---- | ----------- | ------------------------------------------------------- | --------- |
| 1    | Norvegia    | Aslak Nenseter Fredrik Rørvik Vemund Gurigard           | 59:58,5   |
| 2    | Germania    | Maximilian Janke Philipp Horn Niklas Homberg            | 1:00:06,8 |
| 3    | Francia     | Aristide Bègue Emilien Personnaz Fabien Claude          | 1:01:22,0 |
| 4    | Russia      | Aleksandr Dedjuchin Ėduard Latypov Aleksandr Povarnicyn | 1:01:45,7 |
| 5    | Polonia     | Rafał Penar Jakub Topór Mateusz Janik                   | 1:02:00,3 |
| 6    | Italia      | Federico Di Francesco Saverio Zini Xavier Guidetti      | 1:02:20,0 |
| 7    | Ucraina     | Aleksej Kravčenko Maksym Ivko Anton Mihda               | 1:02:47,0 |
| 8    | Austria     | Stefan Mair Christopher Tauber Fabian Ulmer             | 1:03:13,2 |
| 9    | Stati Uniti | Jordan McElroy Sean Doherty Jakob Ellingson             | 1:03:37,8 |
| 10   | Estonia     | Kristjan Koskinen Johan Talihärm Rene Zahkna            | 1:04:28,6 |

31 gennaio

#### Categoria "Juniores"

##### Sprint 10 km
| Pos. | Atleta                     | Nazione  | Tempo   |
| ---- | -------------------------- | -------- | ------- |
| 1    | Aleksandr Loginov          | Russia   | 25:09,7 |
| 2    | Johannes Thingnes Bø       | Norvegia | 25:14,6 |
| 3    | Maksim Cvetkov             | Russia   | 25:21,6 |
| 4    | Vetle Sjåstad Christiansen | Norvegia | 25:30,3 |
| 5    | Quentin Fillon Maillet     | Francia  | 26:07,8 |
| 6    | Timur Machambetov          | Russia   | 26:07,9 |
| 7    | Roman Rees                 | Germania | 26:16,0 |
| 8    | Aleksandr Černyšov         | Russia   | 26:30,1 |
| 9    | Vegard Gjermundshaug       | Norvegia | 26:43,1 |
| 10   | Fabian Hörl                | Austria  | 26:58,4 |

26 gennaio

##### Inseguimento 12,5 km
| Pos. | Atleta                 | Nazione  | Tempo   |
| ---- | ---------------------- | -------- | ------- |
| 1    | Johannes Thingnes Bø   | Norvegia | 34:58,2 |
| 2    | Maksim Cvetkov         | Russia   | 35:13,9 |
| 3    | Aleksandr Loginov      | Russia   | 35:40,9 |
| 4    | Quentin Fillon Maillet | Francia  | 36:37,9 |
| 5    | Roman Rees             | Germania | 36:39,9 |
| 6    | Aleksandr Černyšov     | Russia   | 37:42,5 |
| 7    | Giuseppe Montello      | Italia   | 37:39,6 |
| 8    | Fabian Hörl            | Austria  | 37:41,1 |
| 9    | Timur Machambetov      | Russia   | 37:42,9 |
| 10   | Clément Dumont         | Francia  | 37:43,3 |

27 gennaio

##### Individuale 15 km
| Pos. | Atleta               | Nazione  | Tempo   |
| ---- | -------------------- | -------- | ------- |
| 1    | Aleksandr Loginov    | Russia   | 40:42,2 |
| 2    | Dino Butković        | Croazia  | 41:33,1 |
| 3    | Clément Dumont       | Francia  | 41:38,2 |
| 4    | Vegard Gjermundshaug | Norvegia | 41:58,9 |
| 5    | Korbinian Raschke    | Germania | 42:07,6 |
| 6    | Ruslan Tkalenko      | Ucraina  | 42:16,1 |
| 7    | Erling Aalvik        | Norvegia | 42:16,7 |
| 8    | Macx Davies          | Canada   | 42:19,5 |
| 9    | Johannes Thingnes Bø | Norvegia | 42:41,9 |
| 10   | Roman Rees           | Germania | 42:47,0 |

30 gennaio

##### Staffetta 4x7,5 km
| Pos. | Nazione     | Atleti                                                                          | Tempo     |
| ---- | ----------- | ------------------------------------------------------------------------------- | --------- |
| 1    | Norvegia    | Erling Aalvik Håvard Gutubø Bogetveit Vegard Gjermundshaug Johannes Thingnes Bø | 1:18:33,2 |
| 2    | Francia     | Clément Dumont Mathieu Legrand Dany Chavoutier Quentin Fillon Maillet           | 1:18:47,2 |
| 3    | Russia      | Timur Machambetov Aleksandr Loginov Aleksandr Černyšov Maksim Cvetkov           | 1:19:23,2 |
| 4    | Italia      | Benjamin Plaickner Andreas Plaickner Thierry Chenal Giuseppe Montello           | 1:20:40,3 |
| 5    | Ucraina     | Aleksej Petrenko Ruslan Tkalenko Ivan Moravskyj Artem Tyščenko                  | 1:21:04,9 |
| 6    | Rep. Ceca   | Matěj Krupčík Lukáš Dostál Adam Václavík Tomáš Vojík                            | 1:21:46,2 |
| 7    | Canada      | Menno Arendz Christian Gow Jasper MacKenzie Macx Davies                         | 1:23:28,4 |
| 8    | Bielorussia | Maksim Romanovskij Aleksandr Marčanka Roman Eletnov Dmitrij Budilovič           | 1:23:58,0 |
| 9    | Estonia     | Jaan Koolmeister Jan Treier Kalev Ermits Kermo Sikk                             | 1:24:07,6 |
| 10   | Romania     | Marius Ungureanu George Buta Gheorghe Pop Casius Gerbacea                       | 1:24:37,6 |

1º febbraio

### Donne

#### Categoria "Giovani"

##### Sprint 6 km
| Pos. | Atleta             | Nazione    | Tempo   |
| ---- | ------------------ | ---------- | ------- |
| 1    | Ul'jana Kajševa    | Russia     | 18:08,7 |
| 2    | Lisa Vittozzi      | Italia     | 19:09,2 |
| 3    | Svetlana Mironova  | Russia     | 19:22,1 |
| 4    | Kristin Sandeggen  | Norvegia   | 19:22,8 |
| 5    | Galina Višnevskaja | Kazakistan | 19:43,1 |
| 6    | Viktorija Slivko   | Russia     | 19:45,4 |
| 7    | Marie Heinrich     | Germania   | 19:48,6 |
| 8    | Chloé Chevalier    | Francia    | 20:02,0 |
| 9    | Julija Žuravok     | Ucraina    | 20:02,2 |
| 10   | Tuuli Tomingas     | Estonia    | 20:09,5 |

25 gennaio

##### Inseguimento 7,5 km
| Pos. | Atleta             | Nazione    | Tempo   |
| ---- | ------------------ | ---------- | ------- |
| 1    | Ul'jana Kajševa    | Russia     | 26:44,4 |
| 2    | Galina Višnevskaja | Kazakistan | 28:00,0 |
| 3    | Marion Deigentesch | Germania   | 28:40,8 |
| 4    | Julija Žuravok     | Ucraina    | 28:43,0 |
| 5    | Lisa Vittozzi      | Italia     | 29:00,6 |
| 6    | Marie Nørstebø     | Norvegia   | 29:03,0 |
| 7    | Dunja Zdouc        | Austria    | 29:05,1 |
| 8    | Chloé Chevalier    | Francia    | 29:05,8 |
| 9    | Viktorija Slivko   | Russia     | 29:36,3 |
| 10   | Marie Heinrich     | Germania   | 29:52,5 |

27 gennaio

##### Individuale 10 km
| Pos. | Atleta                 | Nazione  | Tempo   |
| ---- | ---------------------- | -------- | ------- |
| 1    | Ul'jana Kajševa        | Russia   | 32:41,1 |
| 2    | Julija Žuravok         | Ucraina  | 34:02,0 |
| 3    | Anastasija Merkušyna   | Ucraina  | 34:13,5 |
| 4    | Lotte Lie              | Norvegia | 34:20,7 |
| 5    | Sarah Beaudry          | Canada   | 34:37,4 |
| 6    | Chloé Chevalier        | Francia  | 34:57,5 |
| 7    | Laurane Sauvage        | Francia  | 34:59,7 |
| 8    | Marie Nørstebø         | Norvegia | 35:05,5 |
| 9    | Anastasija Nyčyporenko | Ucraina  | 35:06,8 |
| 10   | Tuuli Tomingas         | Estonia  | 35:15,3 |

29 gennaio

##### Staffetta 3x6 km
| Pos. | Nazione   | Atleti                                                     | Tempo   |
| ---- | --------- | ---------------------------------------------------------- | ------- |
| 1    | Russia    | Svetlana Mironova Viktorija Slivko Ul'jana Kajševa         | 55:06,6 |
| 2    | Ucraina   | Julija Žuravok Anastasija Nyčyporenko Anastasija Merkušyna | 55:35,2 |
| 3    | Svizzera  | Tanja Bissig Lena Häcki Sabine di Lallo                    | 56:48,9 |
| 4    | Estonia   | Regina Oja Meril Beilmann Tuuli Tomingas                   | 57:10,1 |
| 5    | Francia   | Laurane Sauvage Julie Gleizes Chloé Chevalier              | 57:12,6 |
| 6    | Norvegia  | Lotte Lie Ingvild Sangesland Marie Nørstebø                | 57:14,4 |
| 7    | Germania  | Julia Pieper Marie Heinrich Marion Deigentesch             | 57:23,8 |
| 8    | Finlandia | Jessika Rolig Auli Kiskola Tiia-Maria Talvitie             | 57:40,6 |
| 9    | Austria   | Dunja Zdouc Anna Kitzbichler Simone Kupfner                | 57:59,2 |
| 10   | Italia    | Carmen Runggaldier Caterina Soma Lisa Vittozzi             | 59:05,2 |

31 gennaio

#### Categoria "Juniores"

##### Sprint 7,5 km
| Pos. | Atleta                     | Nazione  | Tempo   |
| ---- | -------------------------- | -------- | ------- |
| 1    | Laura Dahlmeier            | Germania | 23:08,2 |
| 2    | Ol'ga Podčufarova          | Russia   | 23:56,2 |
| 3    | Lisa Hauser                | Austria  | 24:06,1 |
| 4    | Anaïs Chevalier            | Francia  | 24:06,4 |
| 5    | Franziska Preuß            | Germania | 24:19,5 |
| 6    | Frida Strand Kristoffersen | Norvegia | 24:43,0 |
| 7    | Enora Latuillière          | Francia  | 24:44,3 |
| 8    | Alla Gylenko               | Ucraina  | 24:44,9 |
| 9    | Vanessa Hinz               | Germania | 24:45,7 |
| 10   | Darja Jurlova              | Estonia  | 24:52,9 |

26 gennaio

##### Inseguimento 10 km
| Pos. | Atleta            | Nazione  | Tempo   |
| ---- | ----------------- | -------- | ------- |
| 1    | Ol'ga Podčufarova | Russia   | 32:47,0 |
| 2    | Laura Dahlmeier   | Germania | 33:04,4 |
| 3    | Franziska Preuß   | Germania | 33:11,7 |
| 4    | Vanessa Hinz      | Germania | 33:43,3 |
| 5    | Enora Latuillière | Francia  | 34:17,9 |
| 6    | Darja Jurlova     | Estonia  | 34:42,9 |
| 7    | Lisa Hauser       | Austria  | 34:44,7 |
| 8    | Elena Ankudinova  | Russia   | 34:45,6 |
| 9    | Anaïs Chevalier   | Francia  | 34:47,4 |
| 10   | Coline Varcin     | Francia  | 35:28,4 |

27 gennaio

##### Individuale 12,5 km
| Pos. | Atleta              | Nazione    | Tempo   |
| ---- | ------------------- | ---------- | ------- |
| 1    | Laura Dahlmeier     | Germania   | 39:48,2 |
| 2    | Lisa Hauser         | Austria    | 40:32,1 |
| 3    | Franziska Preuß     | Germania   | 40:49,8 |
| 4    | Paulína Fialková    | Slovacchia | 41:25,1 |
| 5    | Orsolya Tófalvi     | Romania    | 42:55,0 |
| 6    | Thekla Brun-Lie     | Norvegia   | 43:22,4 |
| 7    | Floriane Parisse    | Francia    | 43:31,6 |
| 8    | Hilde Fenne         | Norvegia   | 43:31,9 |
| 9    | Annika Weissenegger | Italia     | 43:42,9 |
| 10   | Viktorija Perminova | Russia     | 43:59,7 |

30 gennaio

##### Staffetta 3x6 km
| Pos. | Nazione    | Atleti                                                 | Tempo   |
| ---- | ---------- | ------------------------------------------------------ | ------- |
| 1    | Germania   | Franziska Preuß Vanessa Hinz Laura Dahlmeier           | 52:39,4 |
| 2    | Ucraina    | Julija Bryhinec' Alla Gylenko Iryna Varvynec'          | 54:42,8 |
| 3    | Russia     | Viktorija Perminova Ol'ga Podčufarova Elena Ankudinova | 55:04,2 |
| 4    | Norvegia   | Ragnhild Andreassen Thekla Brun-Lie Hilde Fenne        | 55:18,6 |
| 5    | Svizzera   | Ladina Meier-Ruge Aita Gasparin Patricia Jost          | 55:26,1 |
| 6    | Bulgaria   | Stefani Popova Niya Dimitrova Desislava Stoyanova      | 55:39,7 |
| 7    | Francia    | Anaïs Chevalier Floriane Parisse Enora Latuillière     | 55:40,1 |
| 8    | Austria    | Christina Rieder Fabienne Hartweger Lisa Hauser        | 55:40,2 |
| 9    | Slovacchia | Paulína Fialková Andrea Horčiková Ivona Fialková       | 55:49,0 |
| 10   | Canada     | Rose-Marie Côté Julia Ransom Emma Lodge                | 56:31,5 |

1º febbraio

## Medagliere per nazioni
| Pos. | Nazione     | Oro | Argento | Bronzo | Totale |
| ---- | ----------- | --- | ------- | ------ | ------ |
| 1    | Russia      | 7   | 2       | 5      | 14     |
| 2    | Germania    | 3   | 2       | 3      | 8      |
| 3    | Norvegia    | 3   | 1       | 1      | 5      |
| 4    | Francia     | 2   | 1       | 2      | 5      |
| 5    | Stati Uniti | 1   | 2       | 0      | 3      |
| 6    | Ucraina     | 0   | 3       | 2      | 5      |
| 7    | Austria     | 0   | 1       | 1      | 2      |
| 7    | Estonia     | 0   | 1       | 1      | 2      |
| 9    | Croazia     | 0   | 1       | 0      | 1      |
| 9    | Italia      | 0   | 1       | 0      | 1      |
| 9    | Kazakistan  | 0   | 1       | 0      | 1      |
| 12   | Svizzera    | 0   | 0       | 1      | 1      |